# 蝦仁飯
蝦仁飯是台灣的傳統海鮮米飯料理；尤以台南蝦仁飯最富盛名；蝦仁使用從海中撈起不久的新鮮火燒蝦，搭配調製好的醬汁，以大量湯汁大火拌炒米飯，米粒吸飽海陸精華及醬香，有點像是台式燉飯般，口感偏濕潤、不軟糊，富含豬油、蝦仁及蔥香味。

## 製作
蝦仁飯與一般炒飯的製作不大一樣，一般炒飯如揚州炒飯是將所有材料一起炒，蝦仁飯則是把蝦仁和米飯分開炒。將蝦子去頭去殼用太白粉抓洗擦乾，加少許胡椒粉調味。熱鍋後下蔥白炒香，再加蔥綠拌炒，之後加蝦子炒至半熟，再加入蠔油、味醂、水，炒到收汁便可將蝦子和蔥白撈起備用。之後再熱鍋，加蒜末炒香，加入蝦湯煮滾，加少許鹽，加入白飯拌煮，最後湯汁收乾即可盛起，再舖上之前炒好的蝦子和蔥白。

## 外部連結
- 府城觀光資訊導覽